# Большежуравское муниципальное образование
Большежуравское муниципальное образование — сельское поселение в Аркадакском районе Саратовской области Российской Федерации.
Административный центр — село Большая Журавка.

## Население
| 2010  | 2011  | 2012  | 2013  | 2014  | 2015  | 2016  |
| ----- | ----- | ----- | ----- | ----- | ----- | ----- |
| 1800  | ↘1794 | ↘1590 | ↘1504 | ↘1442 | ↘1376 | ↘1308 |
| 2017  | 2018  | 2019  | 2020  | 2021  |       |       |
| ↘1245 | ↘1145 | ↘1082 | ↘1023 | ↗1233 |       |       |

## Состав сельского поселения
| № | Населённый пункт | Тип населённого пункта       | Население |
| - | ---------------- | ---------------------------- | --------- |
| 1 | Баклуши          | село                         | ↘458      |
| 2 | Большая Журавка  | село, административный центр | ↘380      |
| 3 | Комсомольское    | посёлок                      | 29        |
| 4 | Красный Яр       | село                         | 83        |
| 5 | Октябрьский      | посёлок                      | ↘262      |
| 6 | Подгорное        | село                         | ↘549      |
| 7 | Подрезенка       | деревня                      | 38        |
| 8 | Сколок           | посёлок                      | 1         |
| 9 | Хоприк           | деревня                      | 0         |